# 2015-ös afrikai nemzetek kupája
A 2015-ös afrikai nemzetek kupáját január 17. és február 8. között rendezték, a házigazda Egyenlítői-Guinea volt. A címvédő Nigéria volt, a tornát Elefántcsontpart nyerte, története során másodszor.

## A rendező
A helyszínről 2011. január 29-én döntött az Afrikai Labdarúgó-szövetség. A rendezés lehetőségét Marokkó kapta. 2014 novemberében Marokkó a nyugat-afrikai Ebola-járvány miatt lemondott a rendezés jogáról. Marokkót 833 000 eurós bírsággal sújtották és a következő két kiírásból kizárták. November 14-én a rendezést Egyenlítői-Guinea kapta.

## Helyszínek
A mérkőzéseket az alábbi helyszíneken játsszák:
| Bata               | Malabo                    | Mongomo Bata Malabo Ebebiyín |  |
| ------------------ | ------------------------- | ---------------------------- |  |
| Estadio de Bata    | Nuevo Estadio de Malabo   | Mongomo Bata Malabo Ebebiyín |  |
|                    |                           | Mongomo Bata Malabo Ebebiyín |  |
| Férőhely: 35 700   | Férőhely: 15 250          | Mongomo Bata Malabo Ebebiyín |  |
| Mongomo            | Ebebiyín                  | Mongomo Bata Malabo Ebebiyín |  |
| Estadio de Mongomo | Nuevo Estadio de Ebebiyín | Mongomo Bata Malabo Ebebiyín |  |
|                    |                           | Mongomo Bata Malabo Ebebiyín |  |
| Férőhely: 10 000   | Férőhely: 5000            | Mongomo Bata Malabo Ebebiyín |  |

## Keretek
Minden csapat 23 játékost nevezhetett a tornára.

## Selejtezők
A selejtezőre az Afrikai Labdarúgó-szövetség 51 tagállama nevezett be.
Részt vevő csapatok
| Ország                  | Kvalifikáció módja | Kvalifikáció időpontja | Afrikai nemzetek kupája részvétel |
| ----------------------- | ------------------ | ---------------------- | --------------------------------- |
| Egyenlítői-Guinea       | Rendező            | 2014. november 14.     | 2                                 |
| Zöld-foki Köztársaság   | F csoport, győztes | 2014. október 15.      | 2                                 |
| Algéria                 | B csoport, győztes | 2014. október 15.      | 15                                |
| Tunézia                 | G csoport, győztes | 2014. november 14.     | 17                                |
| Dél-afrikai Köztársaság | A csoport, győztes | 2014. november 15.     | 9                                 |
| Zambia                  | F csoport, második | 2014. november 15.     | 17                                |
| Kamerun                 | D csoport, győztes | 2014. november 15.     | 17                                |
| Gabon                   | C csoport, győztes | 2014. november 15.     | 5                                 |
| Burkina Faso            | C csoport, második | 2014. november 15.     | 9                                 |
| Szenegál                | G csoport, második | 2014. november 15.     | 13                                |
| Elefántcsontpart        | D csoport, második | 2014. november 19.     | 21                                |
| Ghána                   | E csoport, győztes | 2014. november 19.     | 20                                |
| Guinea                  | E csoport, második | 2014. november 19.     | 11                                |
| Mali                    | B csoport, második | 2014. november 19.     | 9                                 |
| Kongó                   | A csoport, második | 2014. november 19.     | 7                                 |
| Kongói DK               | legjobb harmadik   | 2014. november 19.     | 16                                |

## Csoportkör
A csoportkörben minden csapat a másik három csapattal egy-egy mérkőzést játszott, így összesen 6 mérkőzésre került sor mind a négy csoportban. A csoportokból az első két helyezett jutott tovább.
A sorrend meghatározása
Ha két vagy több csapat a csoportmérkőzések után azonos pontszámmal állt, a következő pontok alapján kellett megállapítani a sorrendet:
1. több szerzett pont az azonosan álló csapatok között lejátszott mérkőzéseken
2. jobb gólkülönbség az azonosan álló csapatok között lejátszott mérkőzéseken
3. több szerzett gól az azonosan álló csapatok között lejátszott mérkőzéseken
4. jobb gólkülönbség az összes csoportmérkőzésen
5. több szerzett gól az összes csoportmérkőzésen
6. sorsolás

| Jelmagyarázat                                                            |
| ------------------------------------------------------------------------ |
| A csoportok első két helyezettje bejutott az egyenes kieséses szakaszba. |
| A csoportok harmadik és negyedik helyezettje kiestek.                    |

### A csoport
| Csapat            | M | Gy | D | V | G+ | G– | Gk | P |
| ----------------- | - | -- | - | - | -- | -- | -- | - |
| Kongó             | 3 | 2  | 1 | 0 | 4  | 2  | +2 | 7 |
| Egyenlítői-Guinea | 3 | 1  | 2 | 0 | 3  | 1  | +2 | 5 |
| Gabon             | 3 | 1  | 0 | 2 | 2  | 3  | –1 | 3 |
| Burkina Faso      | 3 | 0  | 1 | 2 | 1  | 4  | –3 | 1 |

| 2015. január 17. 17:00 (16:00) |

| Egyenlítői-Guinea | 1–1                         | Kongó       |
| ----------------- | --------------------------- | ----------- |
| Nsue 16'          | (1–0) Jegyzőkönyv Részletek | Bifouma 87' |

| Estadio de Bata, Bata Nézőszám: 40 245 Játékvezető: Bakary Gassama (gambiai) |

| 2015. január 17. 20:00 (19:00) |

| Burkina Faso | 0–2                         | Gabon                     |
| ------------ | --------------------------- | ------------------------- |
|              | (0–1) Jegyzőkönyv Részletek | Aubameyang 19' Evouna 72' |

| Estadio de Bata, Bata Nézőszám: 40 245 Játékvezető: Rajindraparsad Seechurn (mauritiusi) |

| 2015. január 21. 17:00 (16:00) |

| Egyenlítői-Guinea | 0–0                   | Burkina Faso |
| ----------------- | --------------------- | ------------ |
|                   | Jegyzőkönyv Részletek |              |

| Estadio de Bata, Bata Nézőszám: 39 867 Játékvezető: Neant Alioum (kameruni) |

| 2015. január 21. 20:00 (19:00) |

| Gabon | 0–1                         | Kongó        |
| ----- | --------------------------- | ------------ |
|       | (0–0) Jegyzőkönyv Részletek | Oniangue 48' |

| Estadio de Bata, Bata Nézőszám: 34 782 Játékvezető: Victor Gomes (dél-afrikai) |

| 2015. január 25. 18:00 (17:00) |

| Gabon | 0–2                         | Egyenlítői-Guinea              |
| ----- | --------------------------- | ------------------------------ |
|       | (0–0) Jegyzőkönyv Részletek | Balboa 55' (11-esből) Ibán 86' |

| Estadio de Bata, Bata Nézőszám: 39 230 Játékvezető: Noumandiez Doué (elefántcsontparti) |

| 2015. január 25. 18:00 (17:00) |

| Kongó                  | 2–1                         | Burkina Faso |
| ---------------------- | --------------------------- | ------------ |
| Bifouma 51' Ondama 87' | (0–0) Jegyzőkönyv Részletek | Bancé 86'    |

| Nuevo Estadio de Ebebiyín, Ebebiyín Nézőszám: 7945 Játékvezető: Joseph Lamptey (ghánai) |

### B csoport
| Csapat                | M | Gy | D | V | G+ | G– | Gk | P |
| --------------------- | - | -- | - | - | -- | -- | -- | - |
| Tunézia               | 3 | 1  | 2 | 0 | 4  | 3  | +1 | 5 |
| Kongói DK             | 3 | 0  | 3 | 0 | 2  | 2  | 0  | 3 |
| Zöld-foki Köztársaság | 3 | 0  | 3 | 0 | 1  | 1  | 0  | 3 |
| Zambia                | 3 | 0  | 2 | 1 | 2  | 3  | –1 | 2 |

| 2015. január 18. 17:00 (16:00) |

| Zambia       | 1–1                         | Kongói DK   |
| ------------ | --------------------------- | ----------- |
| Singuluma 2' | (1–0) Jegyzőkönyv Részletek | Bolasie 66' |

| Nuevo Estadio de Ebebiyín, Ebebiyín Nézőszám: 6319 Játékvezető: Gehad Grisha (egyiptomi) |

| 2015. január 18. 20:00 (19:00) |

| Tunézia     | 1–1                         | Zöld-foki Köztársaság |
| ----------- | --------------------------- | --------------------- |
| Manszer 70' | (0–0) Jegyzőkönyv Részletek | Ramos 78' (11-esből)  |

| Nuevo Estadio de Ebebiyín, Ebebiyín Nézőszám: 6479 Játékvezető: Eric Otogo Castane (gaboni) |

| 2015. január 22. 17:00 (16:00) |

| Zambia     | 1–2                         | Tunézia               |
| ---------- | --------------------------- | --------------------- |
| Mayuka 60' | (0–0) Jegyzőkönyv Részletek | Akáísí 70' Síháúí 89' |

| Nuevo Estadio de Ebebiyín, Ebebiyín Nézőszám: 8000 Játékvezető: Aboubacar Mario Bangoura (guineai) |

| 2015. január 22. 20:00 (19:00) |

| Zöld-foki Köztársaság | 0–0                   | Kongói DK |
| --------------------- | --------------------- | --------- |
|                       | Jegyzőkönyv Részletek |           |

| Nuevo Estadio de Ebebiyín, Ebebiyín Nézőszám: 7680 Játékvezető: Malang Diedhiou (szenegáli) |

| 2015. január 26. 18:00 (17:00) |

| Zöld-foki Köztársaság | 0–0                   | Zambia |
| --------------------- | --------------------- | ------ |
|                       | Jegyzőkönyv Részletek |        |

| Nuevo Estadio de Ebebiyín, Ebebiyín Nézőszám: 7950 Játékvezető: Néant Alioum (kameruni) |

| 2015. január 26. 18:00 (17:00) |

| Kongói DK  | 1–1                         | Tunézia     |
| ---------- | --------------------------- | ----------- |
| Bokila 66' | (0–1) Jegyzőkönyv Részletek | Akaïchi 31' |

| Estadio de Bata, Bata Nézőszám: 11 463 Játékvezető: Bakary Gassama (gambiai) |

### C csoport
| Csapat                  | M | Gy | D | V | G+ | G– | Gk | P |
| ----------------------- | - | -- | - | - | -- | -- | -- | - |
| Ghána                   | 3 | 2  | 0 | 1 | 4  | 3  | +1 | 6 |
| Algéria                 | 3 | 2  | 0 | 1 | 5  | 2  | +3 | 6 |
| Szenegál                | 3 | 1  | 1 | 1 | 3  | 4  | –1 | 4 |
| Dél-afrikai Köztársaság | 3 | 0  | 1 | 2 | 3  | 6  | –3 | 1 |

| 2015. január 19. 17:00 (16:00) |

| Ghána                  | 1–2                         | Szenegál            |
| ---------------------- | --------------------------- | ------------------- |
| A. Ayew 14' (11-esből) | (1–0) Jegyzőkönyv Részletek | Diouf 58' Sow 90+3' |

| Estadio de Mongomo, Mongomo Nézőszám: 13 569 Játékvezető: Bernard Camille (seychelle-szigeteki) |

| 2015. január 19. 20:00 (19:00) |

| Algéria                                       | 3–1                         | Dél-afrikai Köztársaság |
| --------------------------------------------- | --------------------------- | ----------------------- |
| Hlatshwayo 67' (öngól) Gulam 72' Szlimani 83' | (0–0) Jegyzőkönyv Részletek | Phala 51'               |

| Estadio de Mongomo, Mongomo Nézőszám: 12 788 Játékvezető: Doué Noumandiez Désiré (elefántcsontparti) |

| 2015. január 23. 17:00 (16:00) |

| Ghána      | 1–0                         | Algéria |
| ---------- | --------------------------- | ------- |
| Gyan 90+2' | (0–0) Jegyzőkönyv Részletek |         |

| Estadio de Mongomo, Mongomo Nézőszám: 12 387 Játékvezető: Koman Coulibaly (mali) |

| 2015. január 23. 20:00 (19:00) |

| Dél-afrikai Köztársaság | 1–1                         | Szenegál  |
| ----------------------- | --------------------------- | --------- |
| Manyisa 47'             | (0–0) Jegyzőkönyv Részletek | Mbodj 60' |

| Estadio de Mongomo, Mongomo Nézőszám: 13 674 Játékvezető: Ali Lemghaifry (mauritániai) |

| 2015. január 27. 18:00 (17:00) |

| Dél-afrikai Köztársaság | 1–2                         | Ghána                |
| ----------------------- | --------------------------- | -------------------- |
| Masango 17'             | (1–0) Jegyzőkönyv Részletek | Boye 73' A. Ayew 83' |

| Estadio de Mongomo, Mongomo Nézőszám: 13 670 Játékvezető: Hamada Nampiandraza (madagaszkári) |

| 2015. január 27. 18:00 (17:00) |

| Szenegál | 0–2                         | Algéria                 |
| -------- | --------------------------- | ----------------------- |
|          | (0–1) Jegyzőkönyv Részletek | Mahrez 11' Bentaleb 82' |

| Nuevo Estadio de Malabo, Malabo Nézőszám: 14 549 Játékvezető: Rajindraparsad Seechurn (mauritániai) |

### D csoport
| Csapat           | M | Gy | D | V | G+ | G– | Gk | P |
| ---------------- | - | -- | - | - | -- | -- | -- | - |
| Elefántcsontpart | 3 | 1  | 2 | 0 | 3  | 2  | +1 | 5 |
| Guinea           | 3 | 0  | 3 | 0 | 3  | 3  | 0  | 3 |
| Mali             | 3 | 0  | 3 | 0 | 3  | 3  | 0  | 3 |
| Kamerun          | 3 | 0  | 2 | 1 | 2  | 3  | –1 | 2 |

Guinea és Mali között az azonos eredmény miatt sorsolás döntött, amelyet január 29-én tartottak. Guinea továbbjutott, Mali kiesett.
| 2015. január 20. 17:00 (16:00) |

| Elefántcsontpart | 1–1                         | Guinea         |
| ---------------- | --------------------------- | -------------- |
| Doumbia 72'      | (0–1) Jegyzőkönyv Részletek | M. Yattara 36' |

| Nuevo Estadio de Malabo, Malabo Nézőszám: 14 875 Játékvezető: Mehdi Abid-Charef (algériai) |

| 2015. január 20. 20:00 (19:00) |

| Mali            | 1–1                         | Kamerun    |
| --------------- | --------------------------- | ---------- |
| S. Yatabaré 71' | (0–0) Jegyzőkönyv Részletek | Oyongo 84' |

| Nuevo Estadio de Malabo, Malabo Játékvezető: Janny Sikazwe (zambiai) |

| 2015. január 24. 17:00 (16:00) |

| Elefántcsontpart | 1–1                         | Mali    |
| ---------------- | --------------------------- | ------- |
| Gradel 86'       | (0–1) Jegyzőkönyv Részletek | Sako 7' |

| Nuevo Estadio de Malabo, Malabo Nézőszám: 14 890 Játékvezető: Bouchaïb El Ahrach (marokkói) |

| 2015. január 24. 20:00 (19:00) |

| Kamerun       | 1–1                         | Guinea     |
| ------------- | --------------------------- | ---------- |
| Moukandjo 13' | (1–1) Jegyzőkönyv Részletek | Traoré 42' |

| Nuevo Estadio de Malabo, Malabo Nézőszám: 15 000 Játékvezető: Bamlak Tessema Wayesa (etióp) |

| 2015. január 28. 18:00 (17:00) |

| Kamerun | 0–1                         | Elefántcsontpart |
| ------- | --------------------------- | ---------------- |
|         | (0–1) Jegyzőkönyv Részletek | Gradel 47'       |

| Nuevo Estadio de Malabo, Malabo Játékvezető: Eric Otogo-Castane (gaboni) |

| 2015. január 28. 18:00 (17:00) |

| Guinea                  | 1–1                         | Mali      |
| ----------------------- | --------------------------- | --------- |
| Constant 14' (11-esből) | (1–0) Jegyzőkönyv Részletek | Maïga 47' |

| Estadio de Mongomo, Mongomo Játékvezető: Mohamed Said Kordi (tunéziai) |

## Egyenes kieséses szakasz
Az egyenes kieséses szakaszban az a nyolc csapat vesz részt, amelyek a csoportkör során a saját csoportjuk első két helyének valamelyikén végeznek.  Az egyenes kieséses szakaszban nyolc csapat vett részt, amelyek a csoportkör során a saját csoportjuk első két helyének valamelyikén végeztek. Az egyenes kieséses szakasz nyolc mérkőzésből állt: négy negyeddöntőt, két elődöntőt és két helyosztó mérkőzést rendeztek.
Az egyes mérkőzések győztesei továbbjutottak a következő körbe. A vesztes csapatok kiestek a kontinenstornáról, kivéve az elődöntő vesztes csapatait, amelyek a bronzéremért mérkőzhettek.
Ha a mérkőzéseken a rendes játékidő végén döntetlen volt az eredmény, akkor 2×15 perces hosszabbítást rendeztek, ha ezután is döntetlen volt az eredmény, akkor a továbbjutásról büntetőpárbaj döntött.
|  |                       |                   |                     |                   |       |                   |                   |                     |                     |                     |               |       |       |
|  | Negyeddöntők          | Negyeddöntők      | Negyeddöntők        |                   |       | Elődöntők         | Elődöntők         | Elődöntők           |                     |                     | Döntő         | Döntő | Döntő |
|  | Negyeddöntők          | Negyeddöntők      | Negyeddöntők        |                   |       | Elődöntők         | Elődöntők         | Elődöntők           |                     |                     | Döntő         | Döntő | Döntő |
|  | január 31. – Bata     |                   |                     |                   |       |                   |                   |                     |                     |                     |               |       |       |
|  |                       |                   |                     |                   |       |                   |                   |                     |                     |                     |               |       |       |
|  | A1                    | Kongó             | 2                   |                   |       |                   |                   |                     |                     |                     |               |       |       |
|  | A1                    | Kongó             | 2                   | február 4. – Bata |       |                   |                   |                     |                     |                     |               |       |       |
|  | B2                    | Kongói DK         | 4                   |                   |       |                   |                   |                     |                     |                     |               |       |       |
|  | B2                    | Kongói DK         | 4                   |                   |       | Kongói DK         | Kongói DK         | 1                   |                     |                     |               |       |       |
|  | február 1. – Ebebiyín |                   |                     |                   |       | Kongói DK         | Kongói DK         | 1                   |                     |                     |               |       |       |
|  |                       |                   | Elefántcsontpart    | Elefántcsontpart  | 3     |                   |                   |                     |                     |                     |               |       |       |
|  | D1                    | Elefántcsontpart  | Elefántcsontpart    | Elefántcsontpart  | 3     | 3                 |                   |                     |                     |                     |               |       |       |
|  | D1                    | Elefántcsontpart  |                     |                   |       | 3                 | február 8. – Bata |                     |                     |                     |               |       |       |
|  | C2                    | Algéria           | 1                   |                   |       |                   |                   |                     |                     |                     |               |       |       |
|  | C2                    | Algéria           | 1                   |                   |       | Elefántcsontpart  | Elefántcsontpart  | 0 (9)               |                     |                     |               |       |       |
|  | február 1. – Mongomo  |                   |                     |                   |       | Elefántcsontpart  | Elefántcsontpart  | 0 (9)               |                     |                     |               |       |       |
|  |                       |                   | Ghána               | Ghána             | 0 (8) |                   |                   |                     |                     |                     |               |       |       |
|  | C1                    | Ghána             | Ghána               | Ghána             | 0 (8) | 3                 |                   |                     |                     |                     |               |       |       |
|  | C1                    | Ghána             | február 5. – Malabo |                   |       | 3                 |                   |                     |                     |                     |               |       |       |
|  | D2                    | Guinea            | 0                   |                   |       |                   |                   |                     |                     |                     |               |       |       |
|  | D2                    | Guinea            | 0                   |                   |       | Ghána             | Ghána             | 3                   | Bronzmérkőzés       | Bronzmérkőzés       | Bronzmérkőzés |       |       |
|  | január 31. – Malabo   |                   |                     |                   |       | Ghána             | Ghána             | 3                   | Bronzmérkőzés       | Bronzmérkőzés       | Bronzmérkőzés |       |       |
|  |                       |                   | Egyenlítői-Guinea   | Egyenlítői-Guinea | 0     |                   |                   | február 7. – Malabo | február 7. – Malabo | február 7. – Malabo |               |       |       |
|  | B1                    | Tunézia           | Egyenlítői-Guinea   | Egyenlítői-Guinea | 0     | 1                 |                   | február 7. – Malabo | február 7. – Malabo | február 7. – Malabo |               |       |       |
|  | B1                    | Tunézia           |                     |                   |       |                   |                   | Kongói DK           | Kongói DK           | 0 (4)               |               |       |       |
|  | A2                    | Egyenlítői-Guinea | 2                   |                   |       |                   |                   | Kongói DK           | Kongói DK           | 0 (4)               |               |       |       |
|  | A2                    | Egyenlítői-Guinea | 2                   |                   |       | Egyenlítői-Guinea | Egyenlítői-Guinea | 0 (2)               |                     |                     |               |       |       |
|  |                       |                   |                     |                   |       | Egyenlítői-Guinea | Egyenlítői-Guinea | 0 (2)               |                     |                     |               |       |       |

### Negyeddöntők
| 2015. január 31. 17:00 (16:00) |

| Kongó                | 2–4                         | Kongói DK                                |
| -------------------- | --------------------------- | ---------------------------------------- |
| Doré 55' Bifouma 62' | (0–0) Jegyzőkönyv Részletek | Mbokani 65' 90+1' Bokila 75' Kimwaki 81' |

| Estadio de Bata, Bata Nézőszám: 31 670 Játékvezető: Bernard Camille (seychelle-szigeteki) |

| 2015. január 31. 20:00 (19:00) |

| Tunézia    | 1–2 (h. u.)                 | Egyenlítői-Guinea            |
| ---------- | --------------------------- | ---------------------------- |
| Akáísí 70' | (0–0) Jegyzőkönyv Részletek | Balboa 90+3' (11-esből) 102' |

| Nuevo Estadio de Ebebiyín, Ebebiyín Nézőszám: 41 000 Játékvezető: Rajindraparsad Seechurn (mauritániai) |

| 2015. február 1. 17:00 (16:00) |

| Ghána                  | 3–0                         | Guinea |
| ---------------------- | --------------------------- | ------ |
| Atsu 4' 60' Appiah 44' | (2–0) Jegyzőkönyv Részletek |        |

| Estadio de Mongomo, Mongomo Nézőszám: 14 500 Játékvezető: Janny Sikazwe (zambiai) |

| 2015. február 1. 20:00 (19:00) |

| Elefántcsontpart           | 3–1                         | Algéria     |
| -------------------------- | --------------------------- | ----------- |
| Bony 24' 67' Kouassi 90+2' | (1–0) Jegyzőkönyv Részletek | Szudani 51' |

| Nuevo Estadio de Malabo, Malabo Nézőszám: 15 000 Játékvezető: Bakary Gassama (gambiai) |

### Elődöntők
| 2015. február 4. 20:00 (19:00) |

| Kongói DK              | 1–3                         | Elefántcsontpart                |
| ---------------------- | --------------------------- | ------------------------------- |
| Mbokani 23' (11-esből) | (1–2) Jegyzőkönyv Részletek | Touré 19' Kouassi 40' Kanon 65' |

| Estadio de Bata, Bata Nézőszám: 30 000 Játékvezető: Neant Alioum (kameruni) |

| 2015. február 5. 20:00 (19:00) |

| Ghána                                            | 3–0                         | Egyenlítői-Guinea |
| ------------------------------------------------ | --------------------------- | ----------------- |
| J. Ayew 42' (11-esből) Mubarak 45+1' A. Ayew 75' | (2–0) Jegyzőkönyv Részletek |                   |

| Nuevo Estadio de Malabo, Malabo Játékvezető: Eric Otogo-Castane (gaboni) |

### Bronzmérkőzés
| 2015. február 7. 17:00 (16:00) |

| Kongói DK                      | 0–0 (h. u.) | Egyenlítői-Guinea             |
| ------------------------------ | ----------- | ----------------------------- |
|                                | Jegyzőkönyv |                               |
| Büntetőpárbaj                  |             |                               |
| Mabwati Mabidi Mbemba Mongongu | 4–2         | Balboa Fabiani Juvenal Ellong |

| Nuevo Estadio de Malabo, Malabo Játékvezető: Gehad Grisha (egyiptomi) |

### Döntő
| 2015. február 8. 20:00 (19:00) |

| Elefántcsontpart                                                         | 0–0 (h. u.) | Ghána                                                                      |
| ------------------------------------------------------------------------ | ----------- | -------------------------------------------------------------------------- |
|                                                                          | Jegyzőkönyv |                                                                            |
| Büntetőpárbaj                                                            |             |                                                                            |
| Bony Tallo Aurier Doumbia Y. Touré Kalou K. Touré Kanon Bailly Die Barry | 9–8         | Wakaso J. Ayew Acquah Acheampong A. Ayew Mensah Badu Afful Baba Boye Razak |

| Estadio de Bata, Bata Nézőszám: 38 000 Játékvezető: Bakary Gassama (gambiai) |